# عکاسی در شب

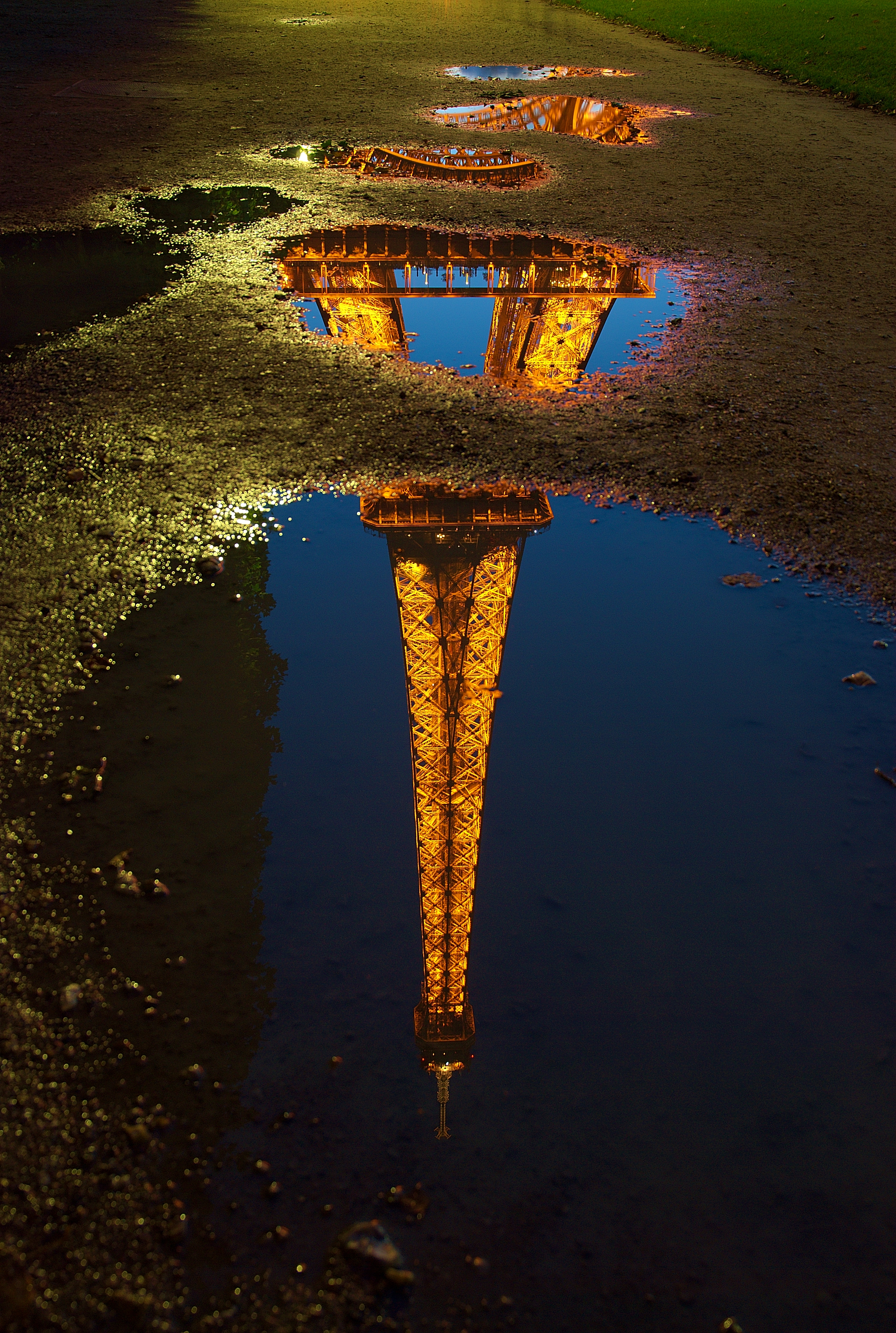
عکاسی از بازتاب برج ایفل در آب هنگام شب

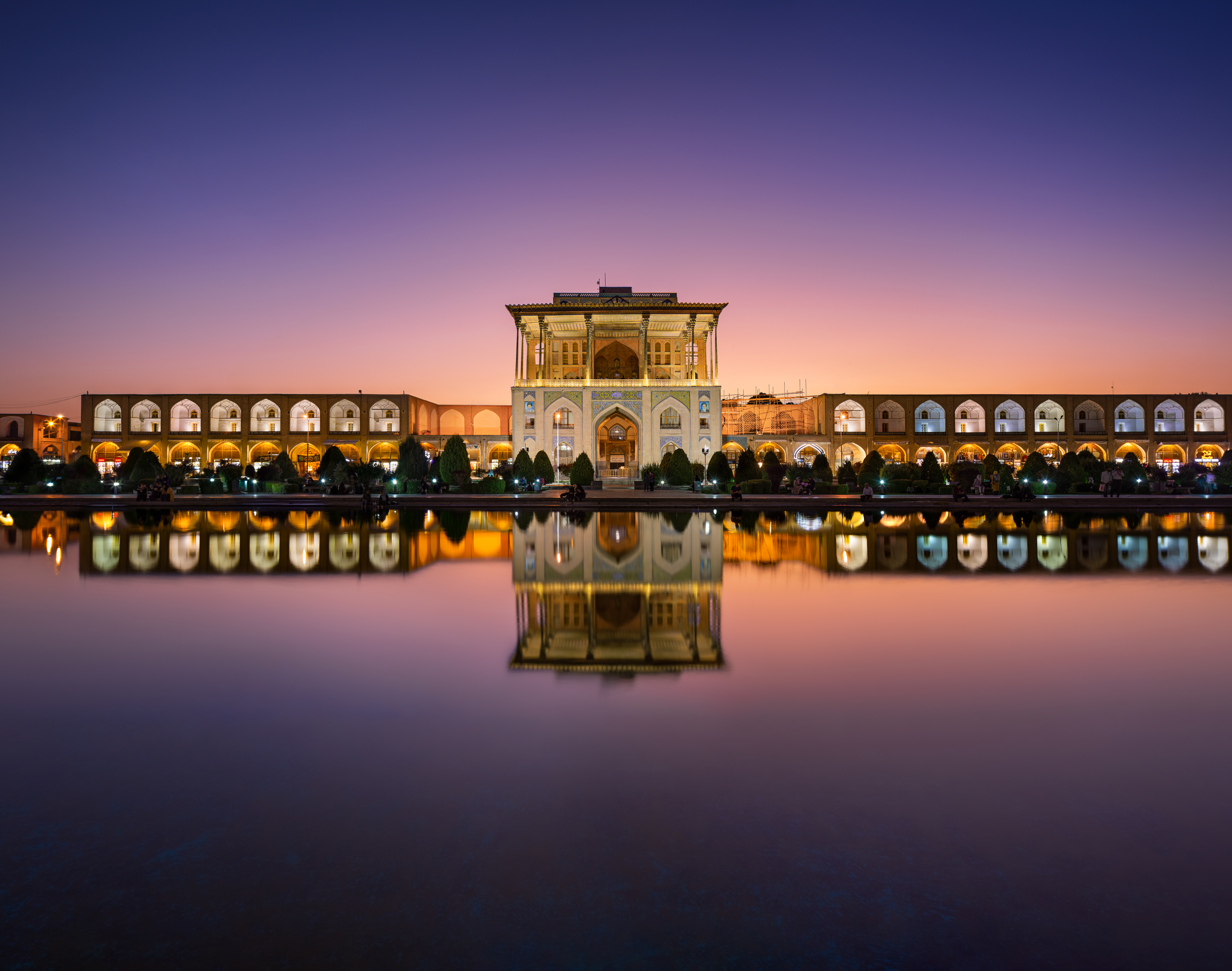
عالی‌قاپو در اصفهان از روبروی حوض وسط میدان نقش جهان

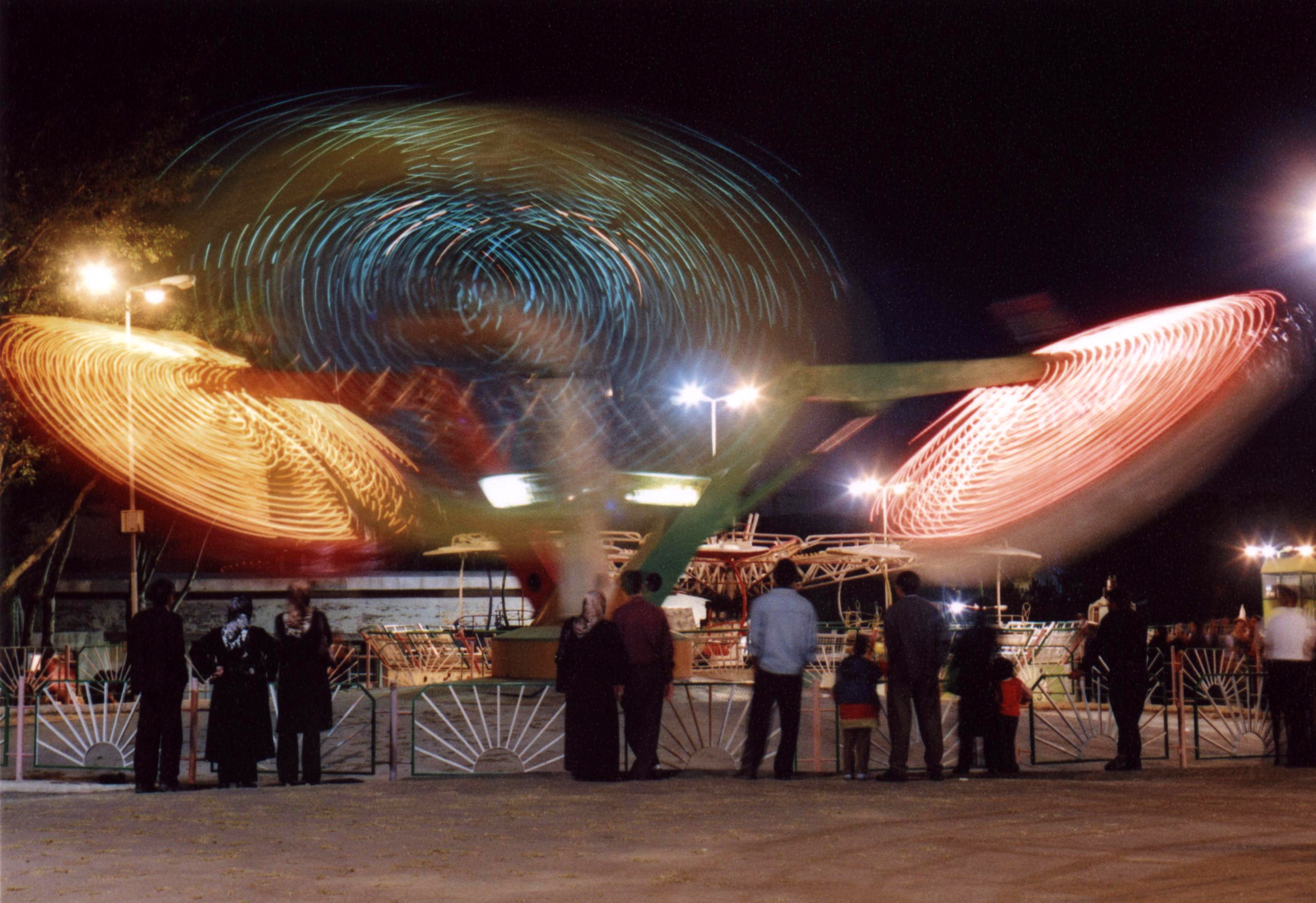
لونا پارک شاه گؤلی - تبریز.

عکاسی در شب، به عکاسی در فضای آزاد در ساعات شب گفته می‌شود. عکاسی در شب، معمولاً با دیافراگم‌های بسته و زمان‌های نوردهی طولانی انجام می‌شود. در این عکاسی نقاط نورانی متحرک به صورت خطی نورانی و کشیده در صفحه حساس عکاسی ضبط می‌شود.

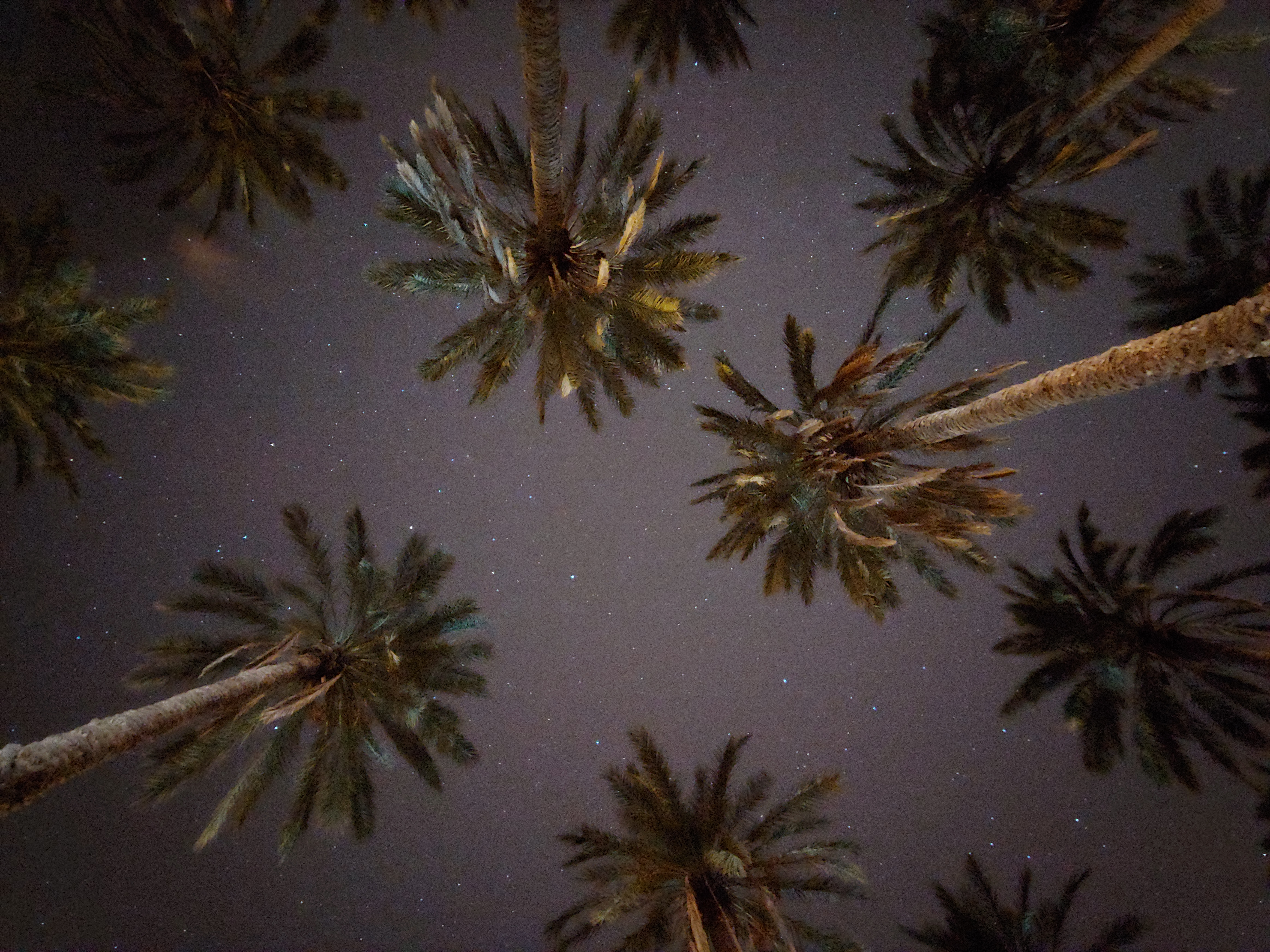
درختان نخل و نمایی به سوی آسمان در شب هنگام.

## تاریخچه
در اوایل سال ۱۹۰۰، آلفرد استیگلیتز - Alfred Stieglitz - و ویلیام فریزر - William Fraser -، شروع به عکاسی در شب کردند. بیل برانت - Bill Brandt - و براسای - Brassai - پایه‌گذاران اصلی عکاسی در شب هستند. در سال ۱۹۳۲ اولین کتاب عکاسی در شب را که عکس‌های او از خیابان‌های پاریس بود با نام پاریس در شب - Paris de Nuit - منتشر کرد. در طول جنگ جهانی دوم، بیل برانت عکس‌هایی سیاه‌‌وسفید از خیابان‌های لندن در زیر نور مهتاب تهیه نمود.
در سال ۱۹۹۰ عکاس متولد انگلیس، مایکل کنا - Michael Kenna - موفق‌ترین عکاس شب معرفی شد. عکس‌های سیاه و سفید مایکل که اغلب در ساعات طلوع و غروب خورشید از سان فرانسیسکو، ژاپن، فرانسه، و انگلستان تهیه شده بود، ارائه گردید. به یادماندنی‌ترین پروژه‌های مایکل تصویر نیروگاه راتکلیف در شرق میدلندز، انگلستان، و تصاویری از اردوگاه‌های کار اجباری نازیها پراکنده در سراسر آلمان، فرانسه، بلژیک، لهستان و اتریش است.
در آغاز قرن ۲۱ با محبوبیت دوربین‌های دیجیتال، کار عکاسی در شب بسیار آسان‌تر شد. امروزه صدها وب سایت در این خصوص وجود دارند.

## ضریب شوارتز شیلد
شوارتز شیلد، در تحقیقات خود، در خصوص عکسبرداری از ستارگان متوجه گردید که نورسنجی عادی در زمان‌های نوردهی طولانی منجر به نتیجه عادی نمی‌باشد. یعنی هر چه زمان نوردهی طولانی‌تر باشد، نوردهی کفایت لازم را برای یک اکسپوز صحیح نمی‌دهد. بدین خاطر ضریبی را محاسبه و ایراد کرد، که به تناسب زمان نوردهی، لحاظ شده و اصلاح عدم کفایت نوردهی را می‌نماید. این ضریب در عکاسی به ضریب شوارتز شیلد معروف است.

## نگارخانه

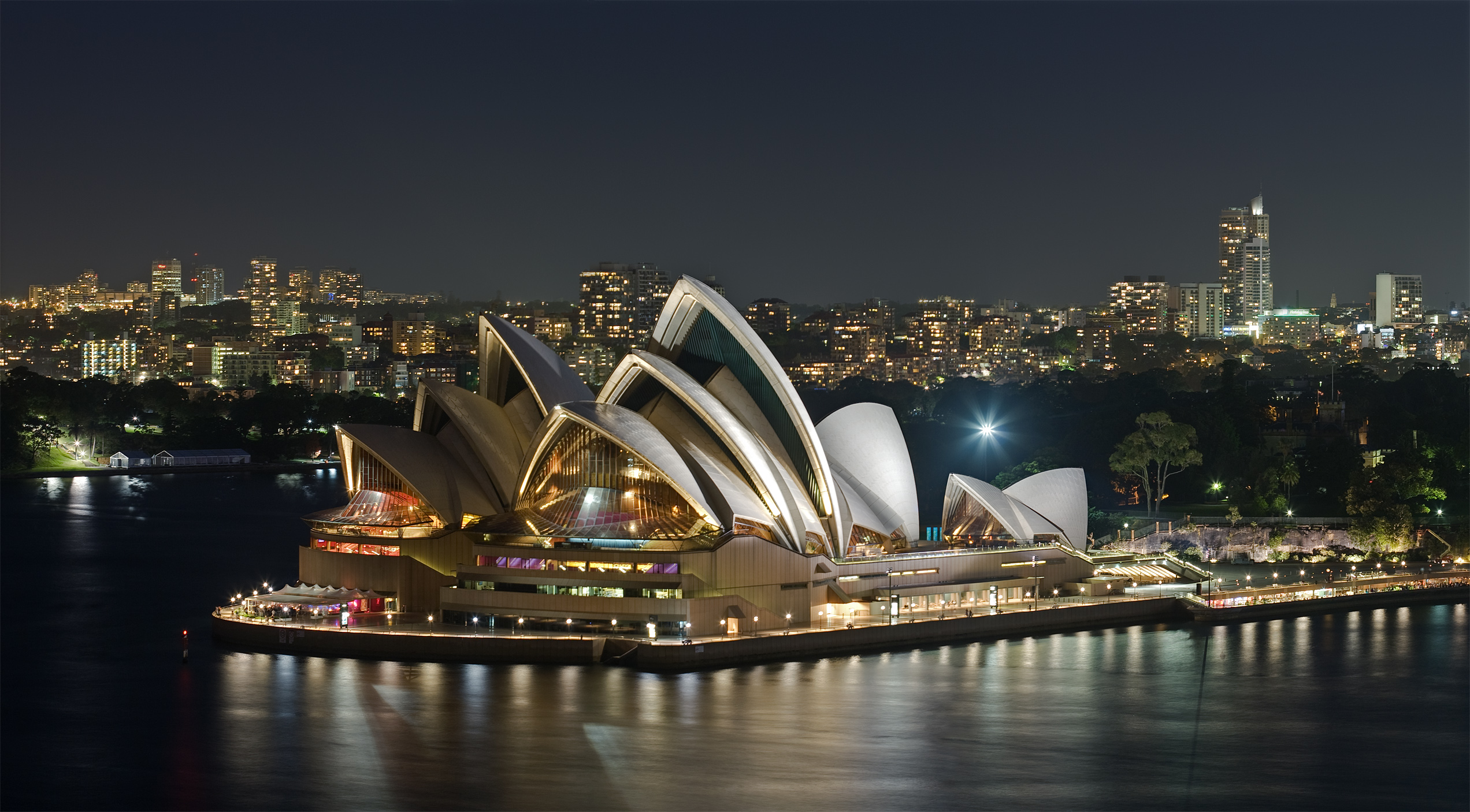
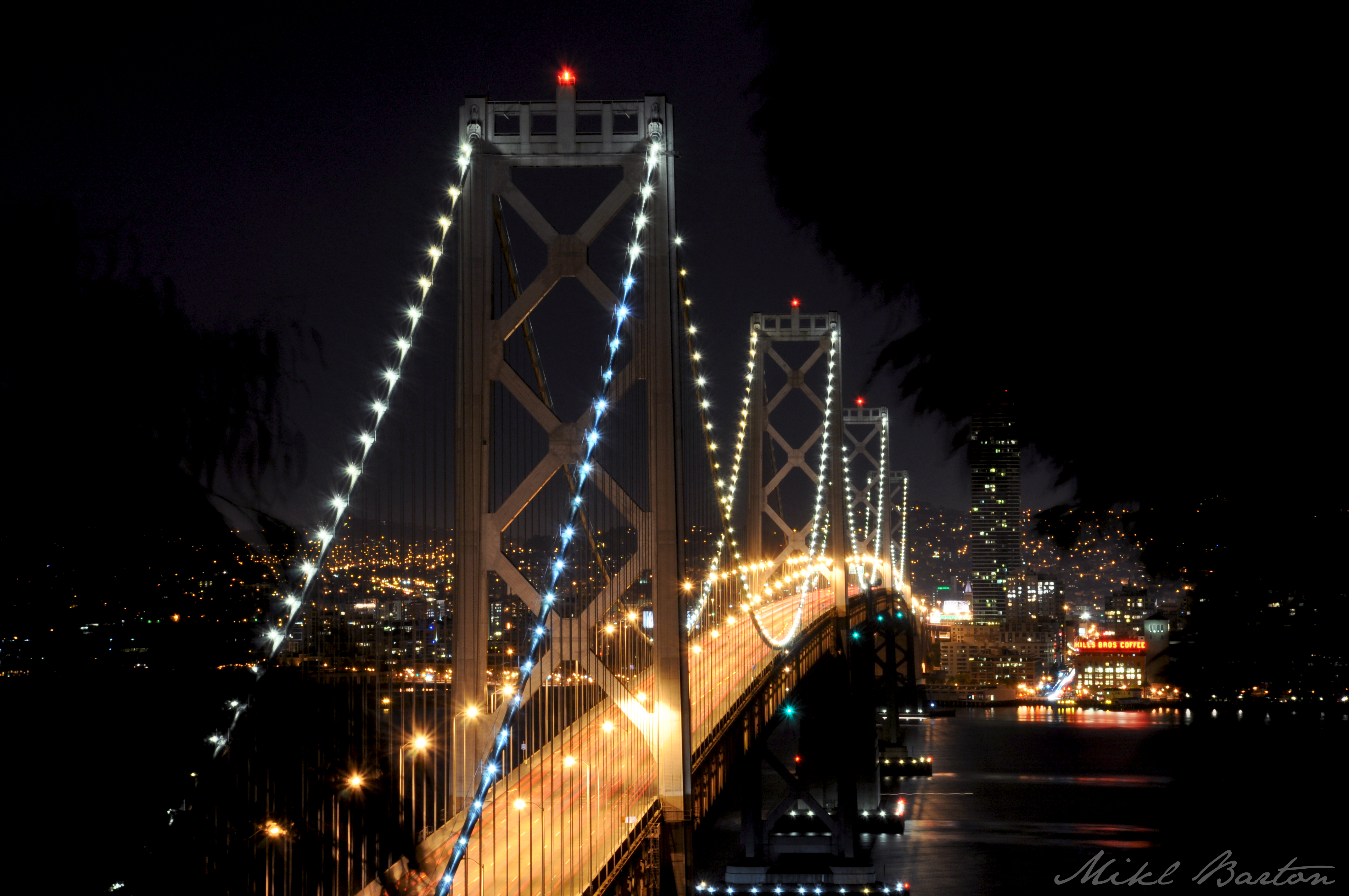
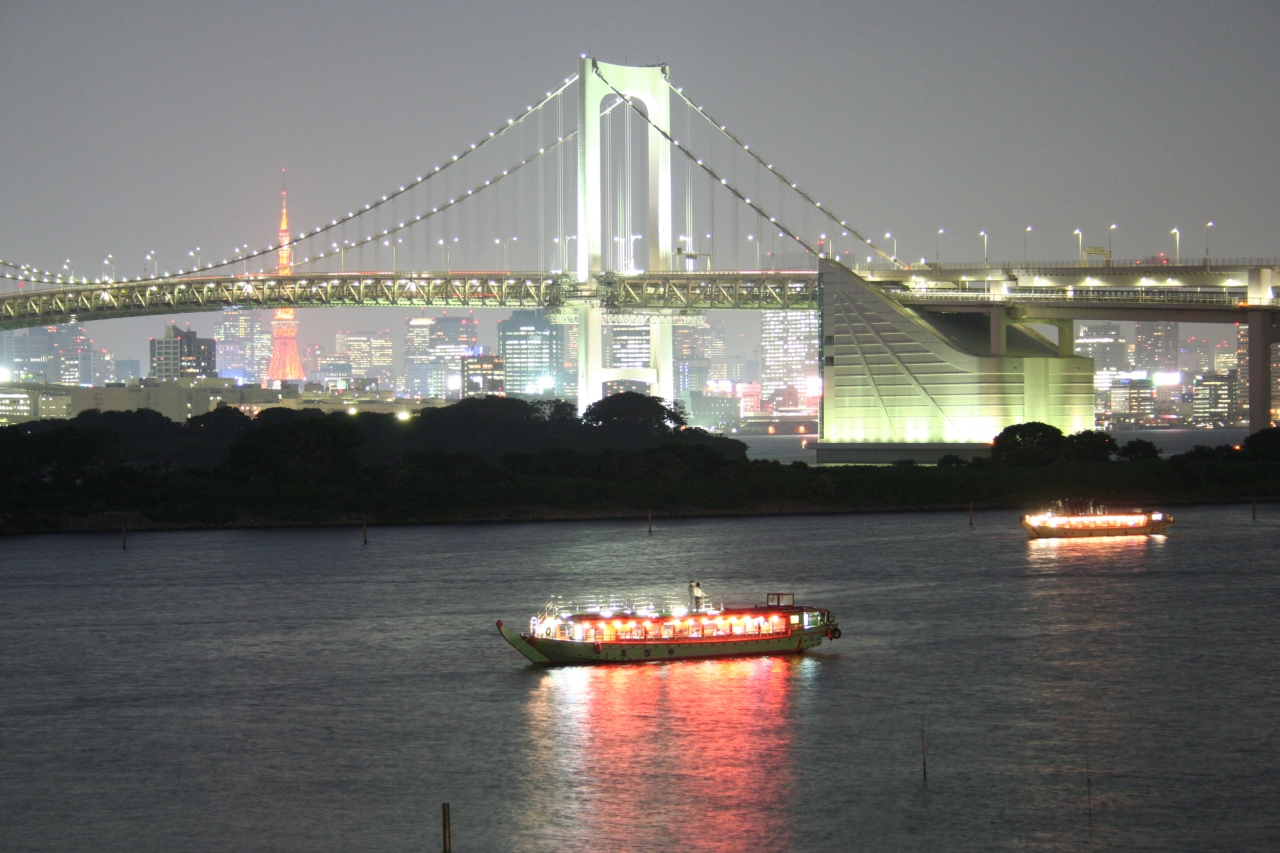
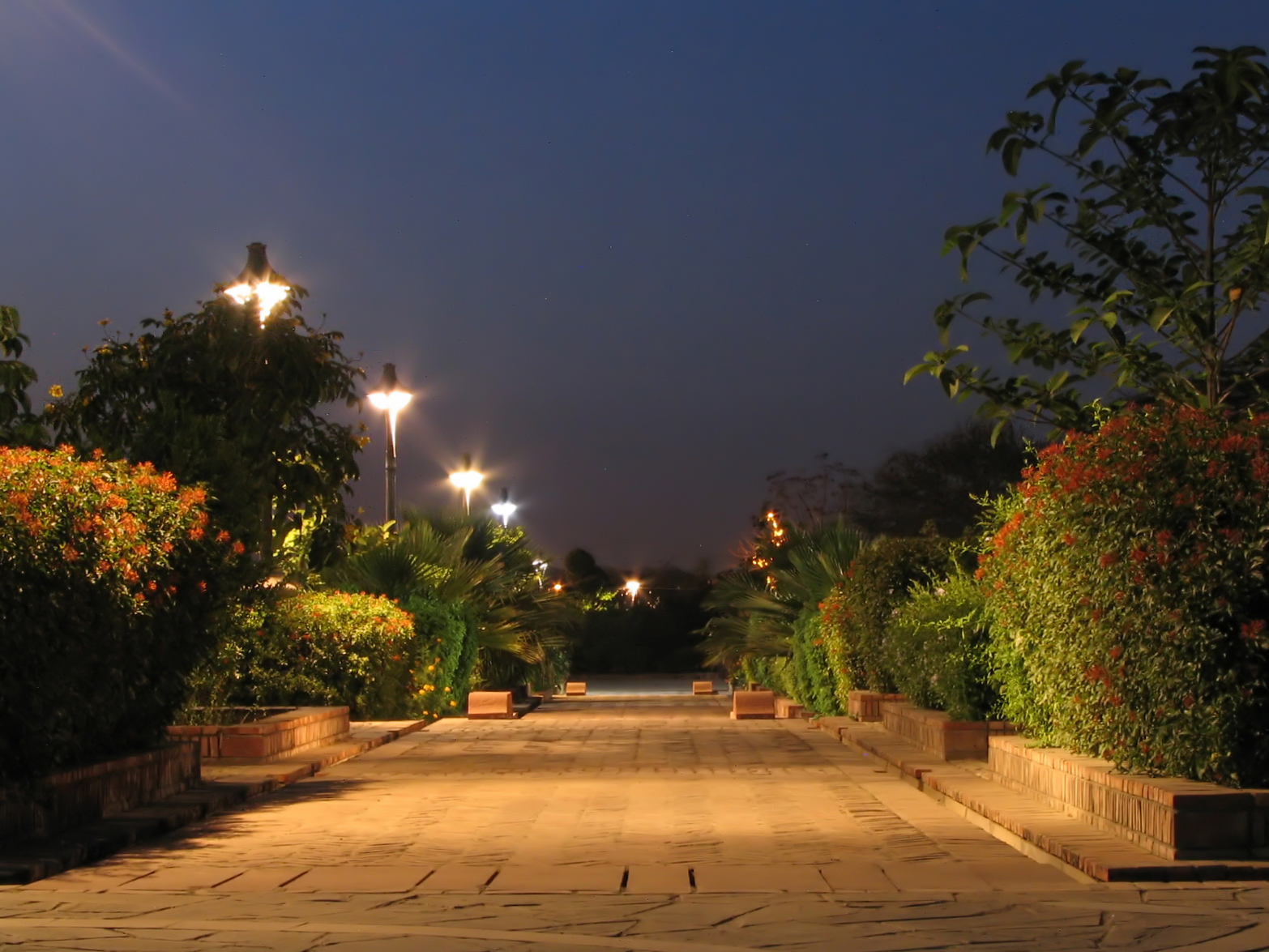
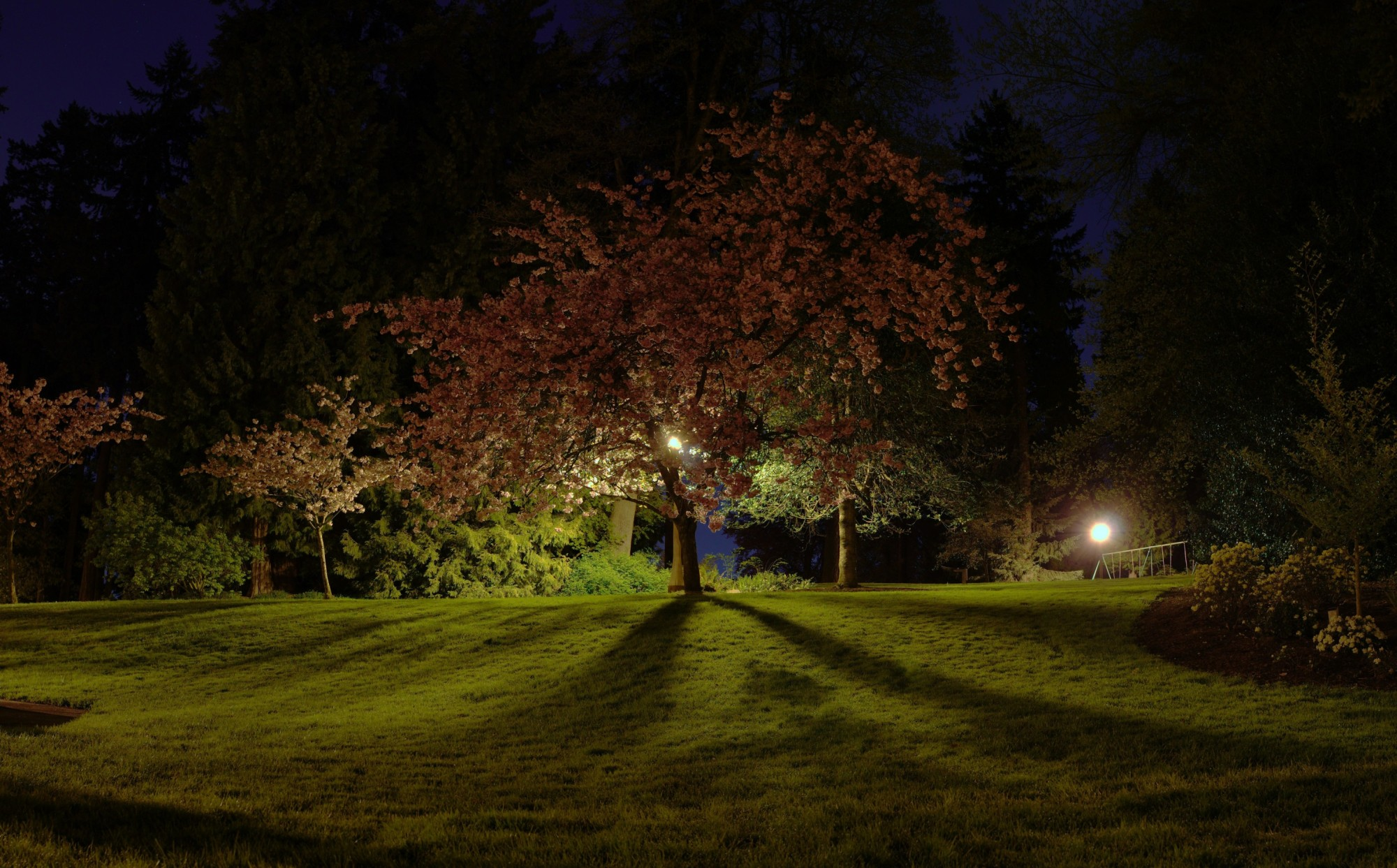
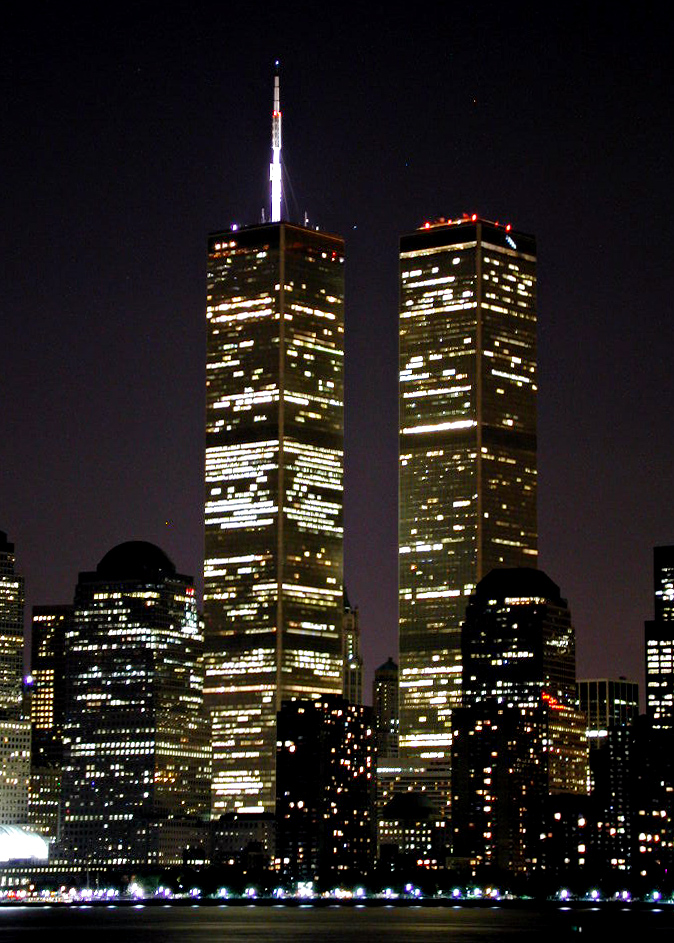
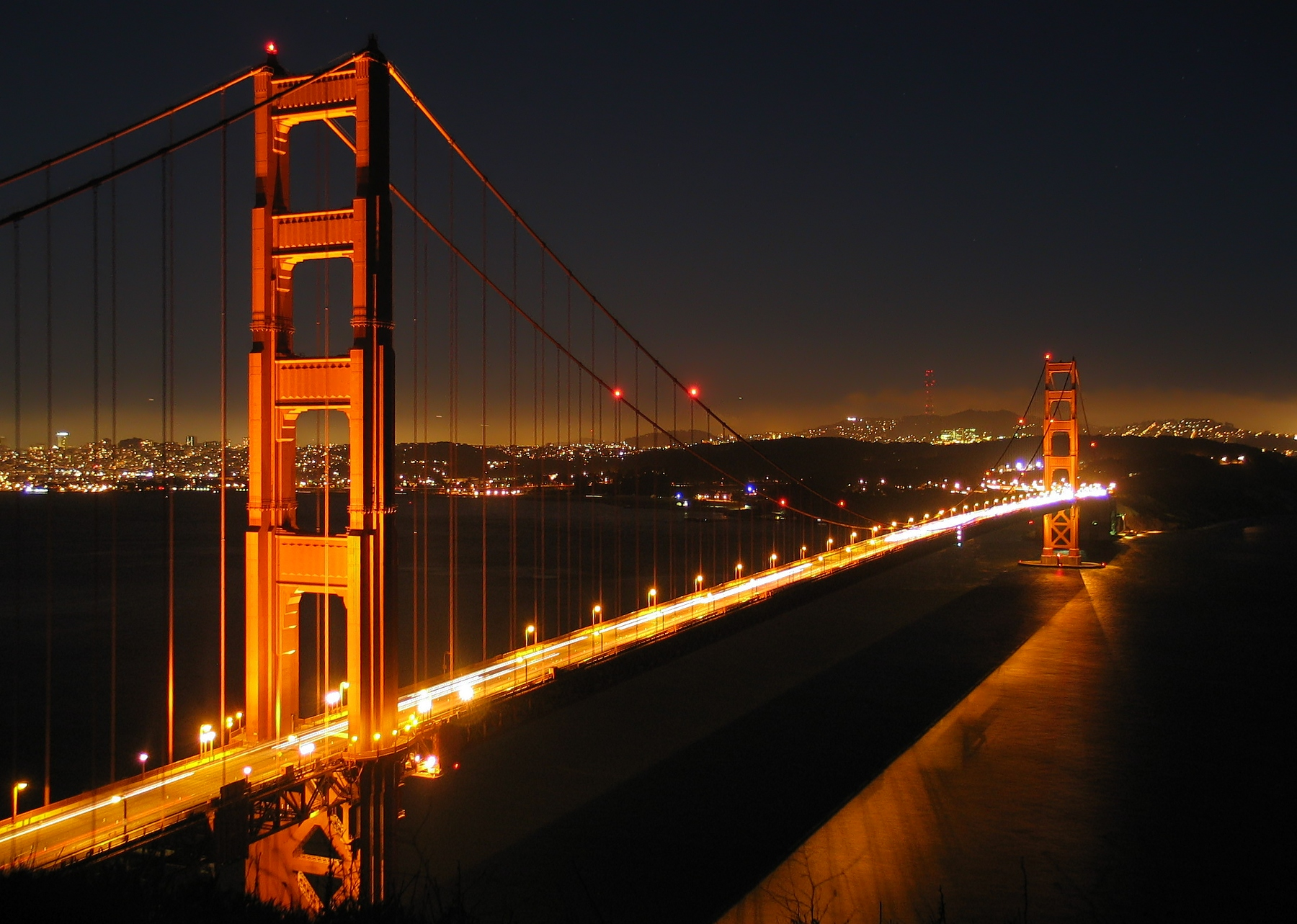
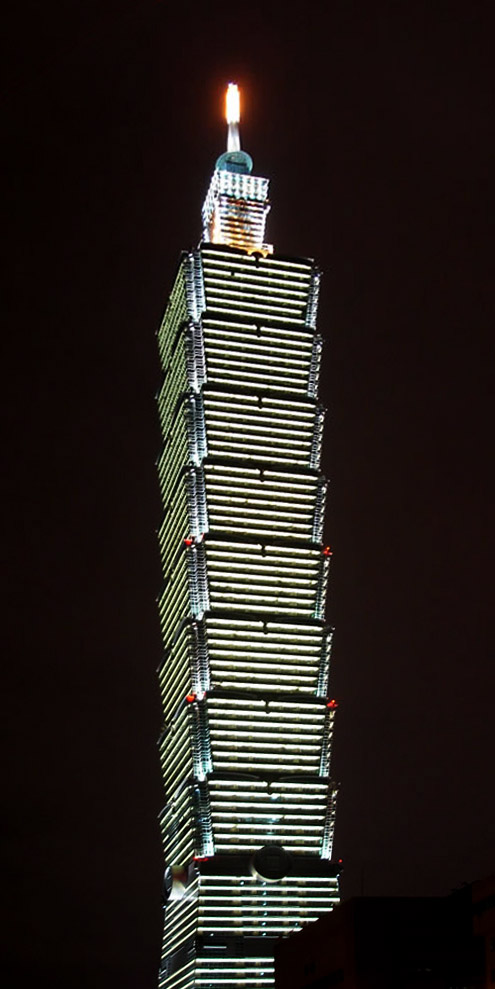
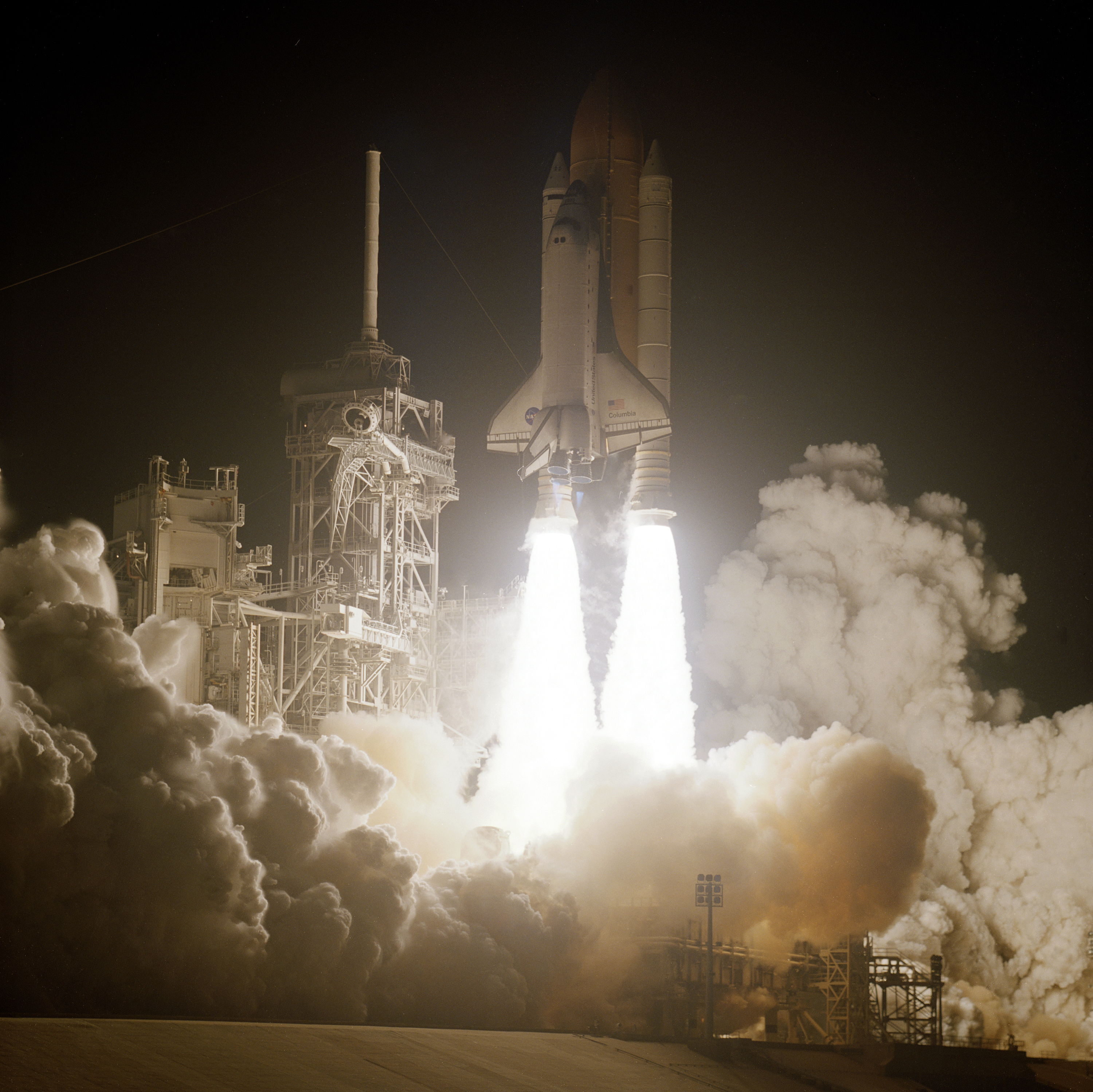
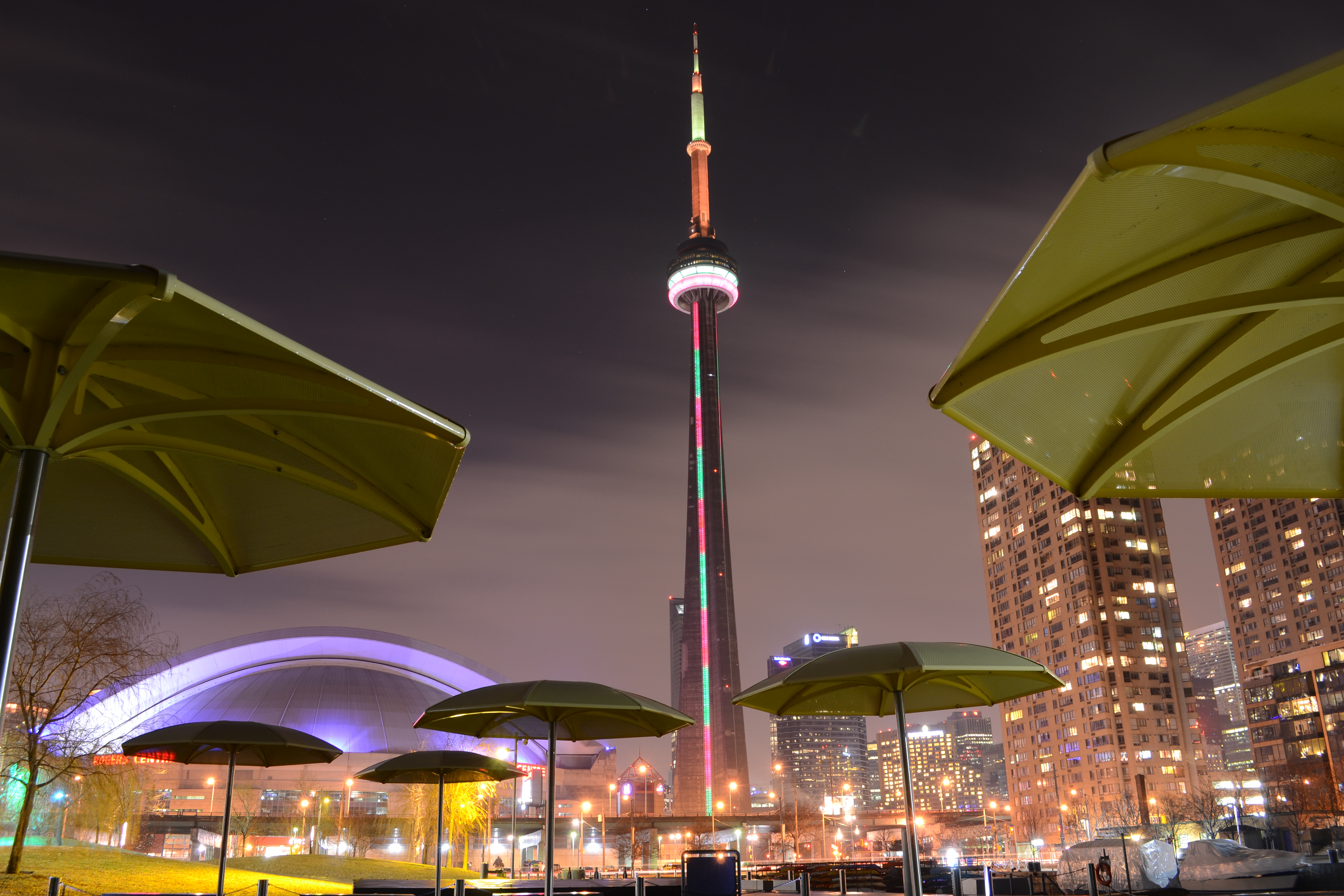
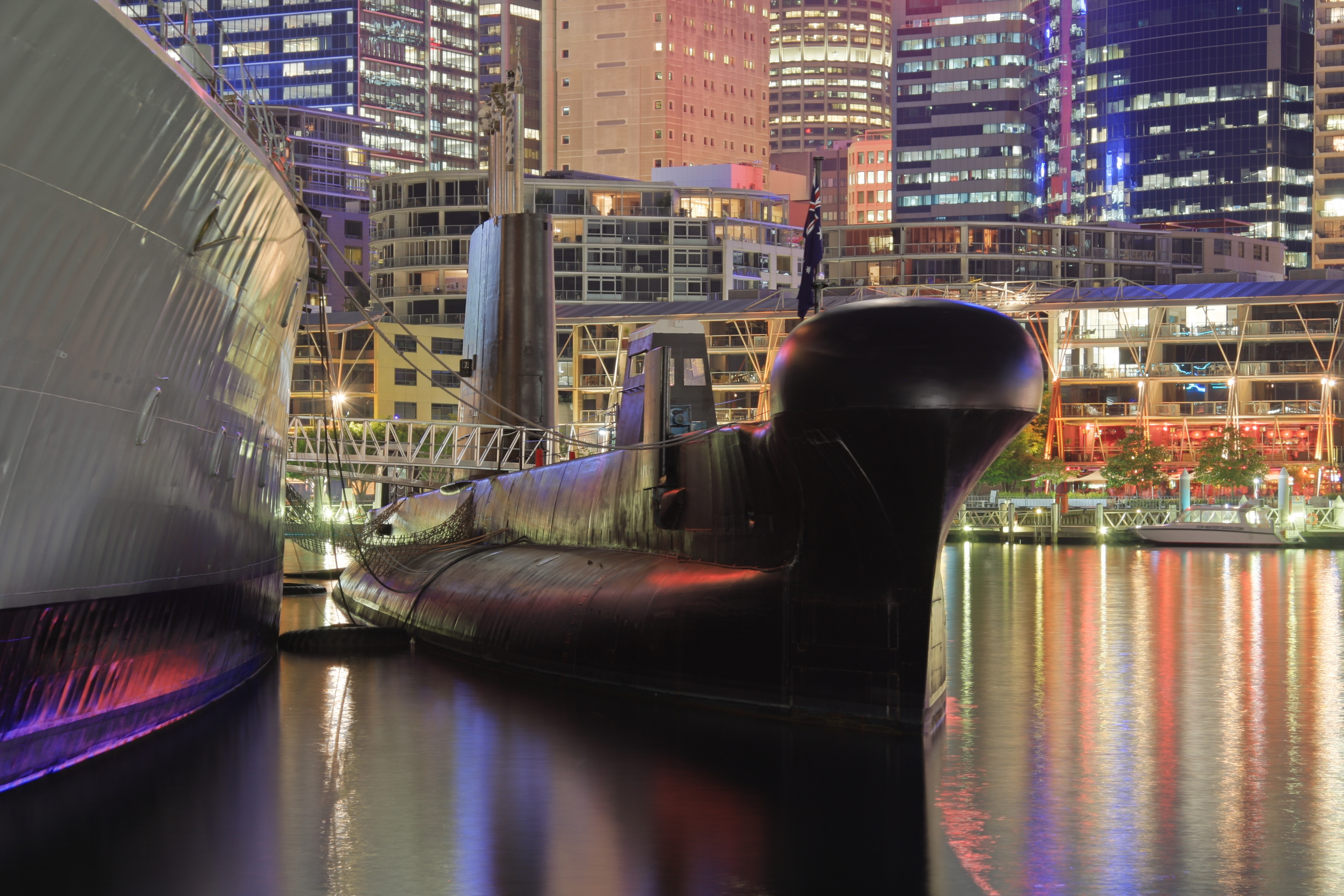
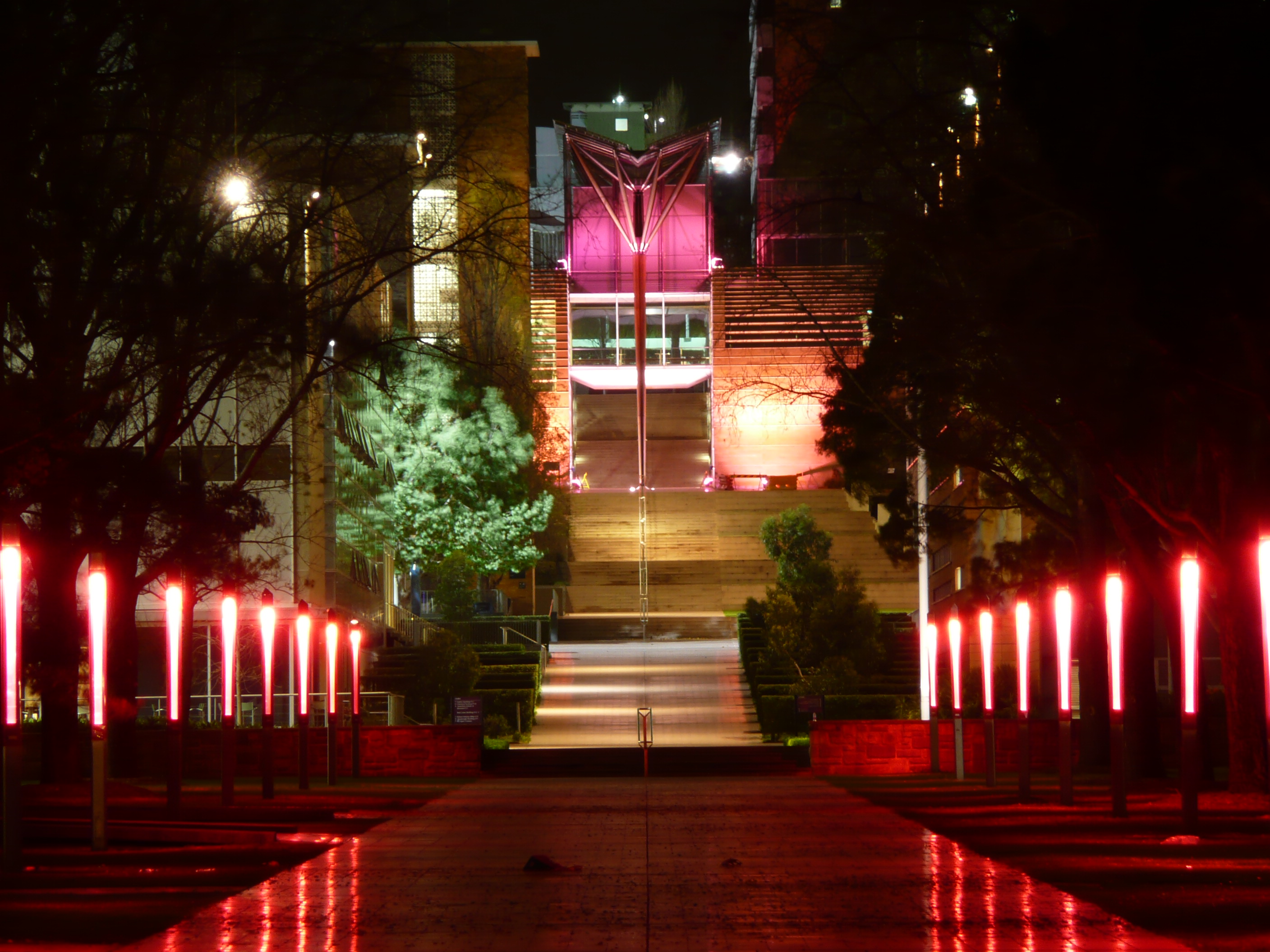
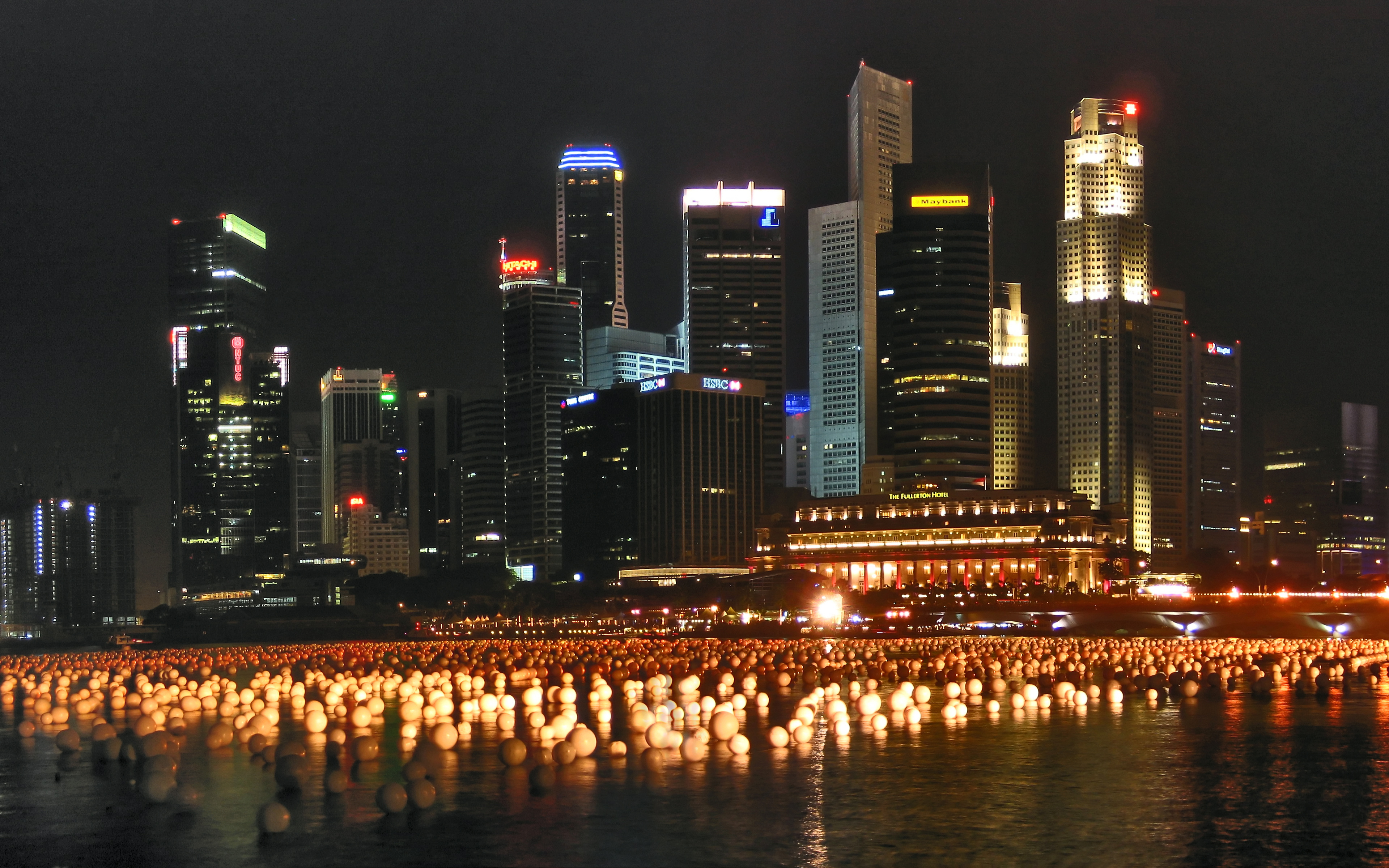
شب سنگاپور
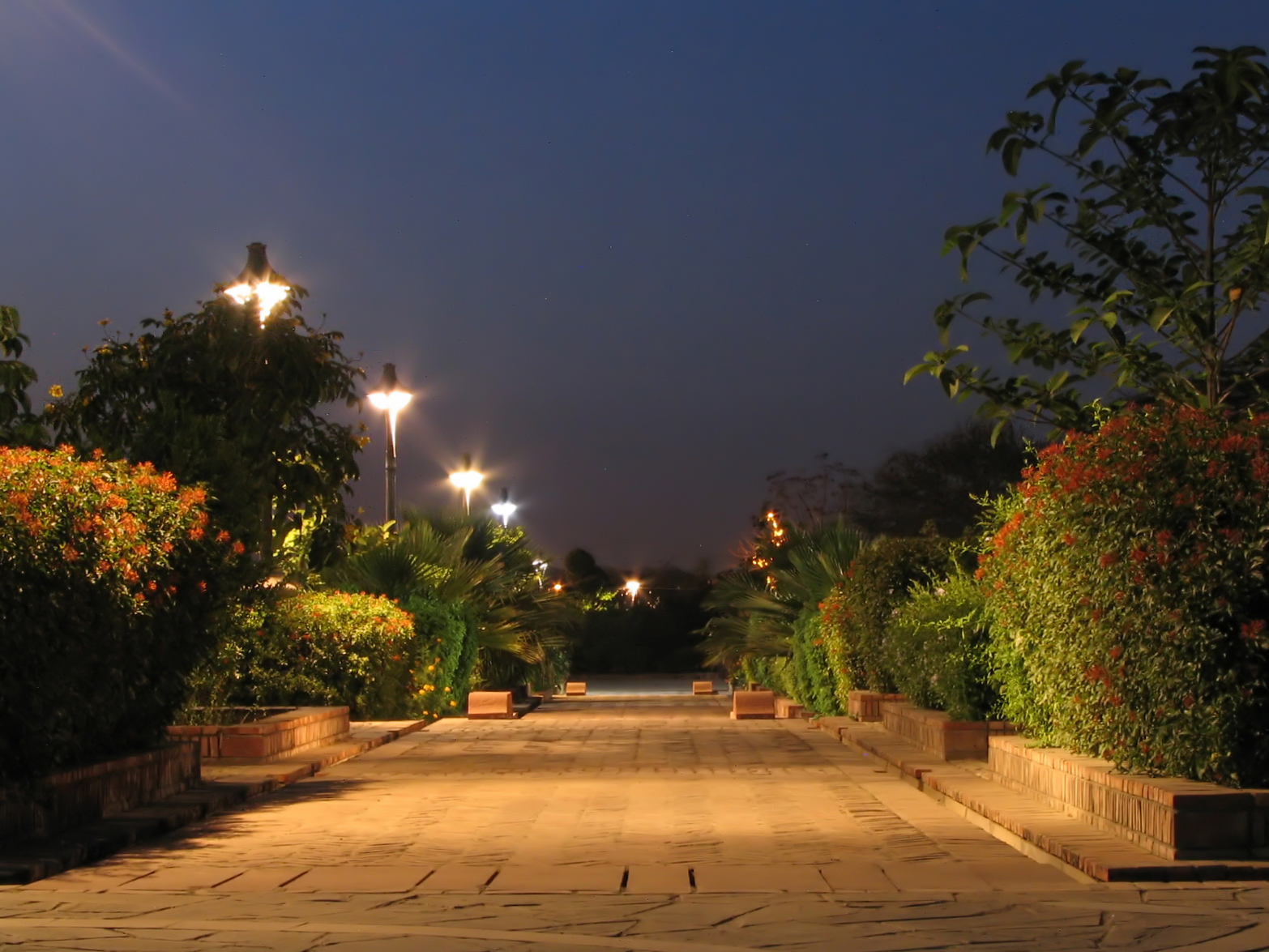
باغ پنج حس، دهلی
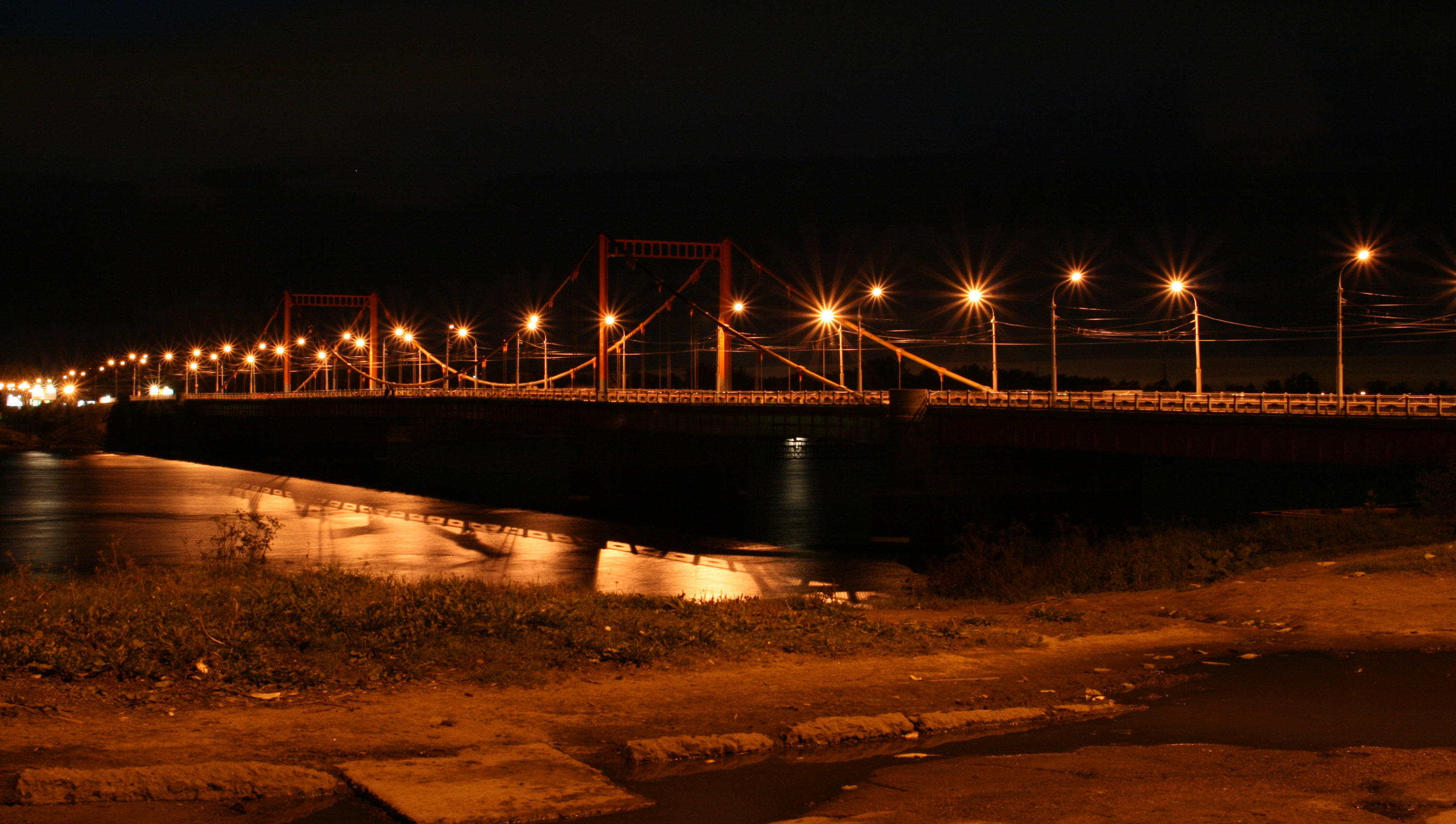
پل کوزنچفسکی در آرخانگلسک
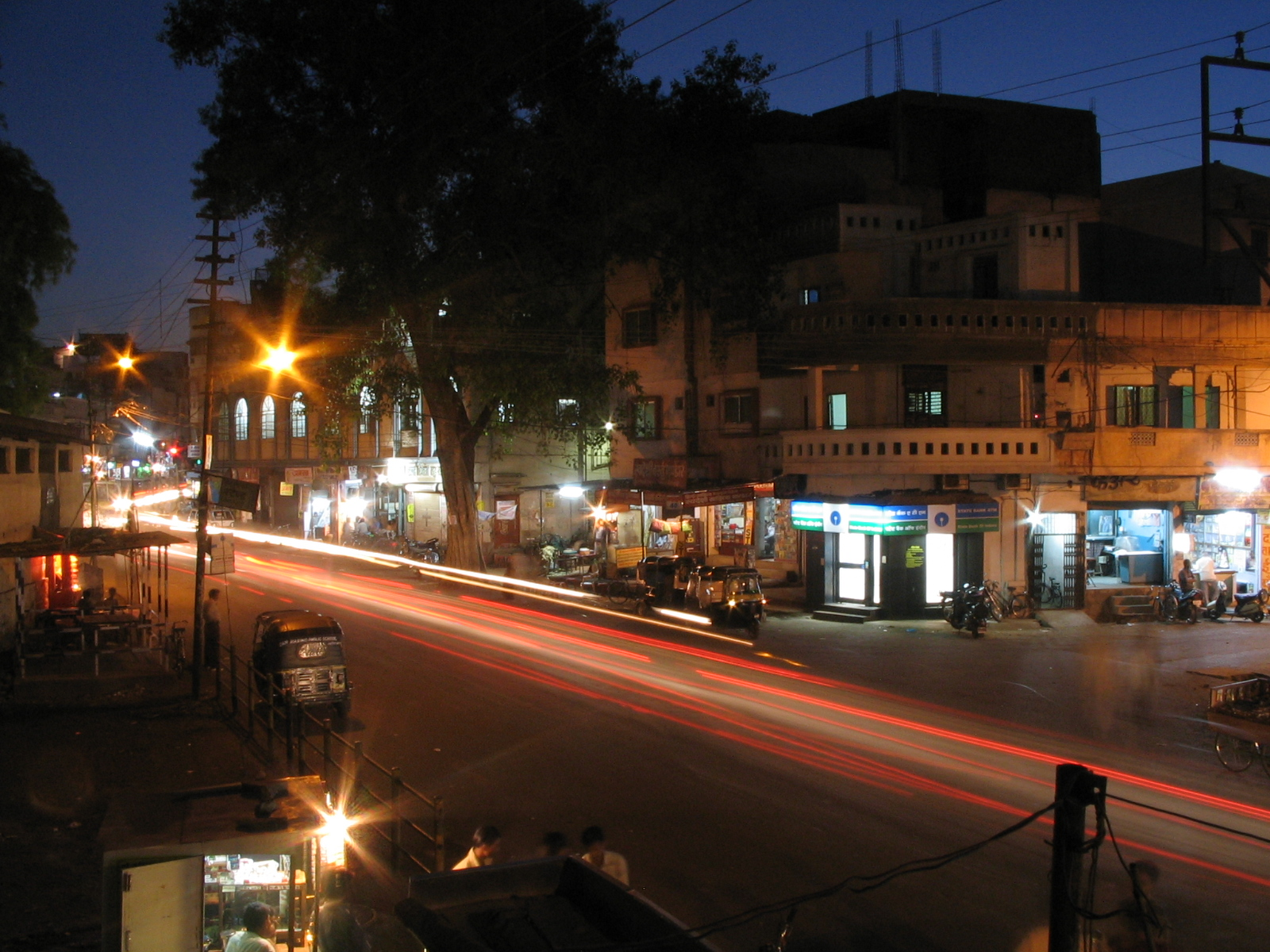
ایندور، هند